# 飯田修一
飯田 修一（いいだ しゅういち、1926年1月30日 - 2012年8月15日）は、日本の物理学者。理学博士（東京大学・1958年）。東京大学名誉教授。兵庫県神戸市出身。

## 略歴
1947年、東京帝国大学理学部物理学科卒業、その後東京大学大学院に進学。1958年、東京大学理学部助教授、理学博士（東京大学）（学位論文「Formation energy of superlattice for Ni3-Fe」）。1968年教授に就任、1986年退官。その後、1988年から1996年まで帝京大学教授。
現在一般に知られている物理学とは異なる体系・「飯田物理学」（新体系物理学）を創設し、ニュートンやアインシュタインを遥かに越えたと自称、晩年はその「飯田物理学」の流布に勤しんでいた。
2012年8月15日午後7時57分、老衰のため東京都内の自宅で死去した。86歳没。

## 著書

### 単著
- 『新電磁気学』上・下（丸善 1975年）

### 共著
- 『物理定数表』（朝倉書店 1978年）
- 『フェライトとその応用』（電波技術社 1957年）
- 『磁気工学講座 4』（丸善 1977年）
- 『磁気工学講座 5』（丸善 1977年）

### 翻訳書
- 『技術者のための固体物性』（丸善 1962年）

### 監訳書
- 『バークレイ物理学コース電磁気学』上・下（E.M.パーセル著 丸善 1970年・1971年）

### 編集
- 『物理測定技術〈第1〉基礎技術』（朝倉書店 1966年）
- 『物理測定技術〈第2〉結晶解析』（朝倉書店 1966年）
- 『物理測定技術〈第3〉磁気測定』（朝倉書店 1967年）
- 『物理測定技術〈第4〉物理測定』（朝倉書店 1966年）
- 『物理測定技術〈第5〉光学的測定』（朝倉書店 1967年）
- 『物理測定技術〈第6〉放射線測定』（朝倉書店 1967年）
- 『物理測定技術〈第7〉極端条件技術』（朝倉書店 1967年）

## 栄典
- 2006年4月 瑞宝中綬章受章[5]